# Nicolás Rodríguez (regatista)
Nicolás Rodríguez García-Paz –también conocido como Nico Rodríguez– (Vigo, 30 de abril de 1991) es un deportista español que compite en vela en la clase 470.
Participó en los Juegos Olímpicos de Tokio 2020, obteniendo una medalla de bronce en la clase 470 (junto con Jordi Xammar).
Ganó tres medallas en el Campeonato Mundial de 470 entre los años 2018 y 2021, y tres medallas en el Campeonato Europeo de 470 entre los años 2017 y 2021.

## Trayectoria
Formado en la escuela de vela del Real Club Náutico de Vigo, comenzó a competir internacionalmente en 2009, en la clase 420, en la que se proclamó campeón de España ese mismo año. En 2013 inició su carrera en la clase olímpica 470.
En 2018 fue medalla de bronce en el Campeonato Mundial junto con Jordi Xammar, en 2019 subcampeón del mundo y en 2021 nuevamente medallista de bronce en el Mundial. En el Campeonato Europeo obtuvo una medalla de bronce en 2017, una de plata en 2019 y otra de plata en 2021.

## Palmarés internacional
| \| Juegos Olímpicos \| Juegos Olímpicos \| Juegos Olímpicos \| Juegos Olímpicos \| \| Año \| Lugar \| Medalla \| Clase \| \| ------------------ \| -------------------- \| ----------------- \| ---------------- \| \| 2020 \| Tokio (Japón) \| Medalla de bronce \| 470 \| \| Campeonato Mundial \| \| \| \| \| Año \| Lugar \| Medalla \| Clase \| \| 2018 \| Aarhus (Dinamarca) \| Medalla de bronce \| 470 \| \| 2019 \| Enoshima (Japón) \| Medalla de plata \| 470 \| \| 2021 \| Vilamoura (Portugal) \| Medalla de bronce \| 470 \| \| Campeonato Europeo \| \| \| \| \| Año \| Lugar \| Medalla \| Clase \| \| 2017 \| Mónaco (Mónaco) \| Medalla de bronce \| 470 \| \| 2019 \| San Remo (Italia) \| Medalla de plata \| 470 \| \| 2021 \| Vilamoura (Portugal) \| Medalla de plata \| 470 \| |                      |                   |       |
| Juegos Olímpicos |                      |                   |       |
| Año | Lugar                | Medalla           | Clase |
| 2020 | Tokio (Japón)        | Medalla de bronce | 470   |
| Campeonato Mundial |                      |                   |       |
| Año | Lugar                | Medalla           | Clase |
| 2018 | Aarhus (Dinamarca)   | Medalla de bronce | 470   |
| 2019 | Enoshima (Japón)     | Medalla de plata  | 470   |
| 2021 | Vilamoura (Portugal) | Medalla de bronce | 470   |
| Campeonato Europeo |                      |                   |       |
| Año | Lugar                | Medalla           | Clase |
| 2017 | Mónaco (Mónaco)      | Medalla de bronce | 470   |
| 2019 | San Remo (Italia)    | Medalla de plata  | 470   |
| 2021 | Vilamoura (Portugal) | Medalla de plata  | 470   |